# Amolops vitreus
Amolops vitreus е вид жаба от семейство Водни жаби (Ranidae).

## Разпространение
Видът е разпространен в Лаос.